# Le Sosie (film, 1915)
Le Sosie est un film muet français réalisé par Louis Feuillade, sorti en 1915.

## Fiche technique
- Titre : Le Sosie
- Réalisation et scénario : Louis Feuillade
- Société de production : Société des Établissements L. Gaumont
- Pays d'origine :  France
- Langue : film muet avec les intertitres  en français
- Format : Noir et blanc — 35 mm — 1,33:1 — Muet
- Métrage :
- Genre :
- Durée :
- Dates de sortie :
  -  France : mai 1915

## Distribution
- Jean Jacquinet
- Suzanne Le Bret
- Marcel Lévesque
- Musidora
- Maurice Poitel
- Poupette
- Delphine Renot